# Partisanen von Primorje
Die Partisanen von Primorje (russisch Приморские партизаны), auch Polizisten-Jäger, Primorje-Bande oder Bande von Primorje-Partisanen und ähnlich genannt[a], war eine Gruppe von Jugendlichen aus der Region Primorje in Russland, die 2009/2010 einen Guerillakrieg gegen die russische Polizei und gegen die Korruption sowie Brutalität in deren Reihen führte. Die Gruppe wurde gewaltsam zerschlagen.
Die gerichtliche Behandlung der Vorkommnisse von 2009/2010, die wegen einiger Probleme mit der Bildung des Geschworenengremiums erst 2012 begann, dauerte bis 2018. Nach dem ersten Urteil von 2014 kam es nach Berufungen der Angeklagten wie auch der Staatsanwaltschaft zu einigen Folgeverhandlungen, in denen die Urteile teils aufgehoben, reduziert beziehungsweise dann wieder bestätigt wurden.

## Bezeichnung der Gruppe
Die Bezeichnung „Partisanen“, wie sich die Gruppe selber nannte, findet sich auch in einigen russischen Quellen. Vor allem dann, wenn es sich um kremlfreundliche Quellen handelt, kommen auch andere  Bezeichnungen zum Zuge (wie „Bande“ in einigen Abwandlungen usw.), um den negativen bzw. „schädlichen“ Charakter der Gruppe hervorzuheben. Der Begriff Partisan ist im Russischen eng mit den sowjetischen Partisanengruppen im Zweiten Weltkrieg verbunden, die an der Seite der Roten Armee gegen Nazi-Deutschland kämpften – prinzipiell also für eine gute Sache. Die Behörden versuchten deshalb, sich gegen den Begriff „Partisanen“ als Bezeichnung für die Gruppe zu wehren.
Englischsprachige Massenmedien verwendeten sowohl den Begriff „partisans“ wie auch „guerrilla“.

## Hintergrund, Geschichte
Die jungen Männer stammten aus der Siedlung städtischen Typs Kirowski in der Region Primorje in Russland. Andrei Suchorada, der im späteren Strafprozess von den überlebenden Gruppenmitgliedern als einer von zwei Organisatoren und Haupttätern benannt wurde, war 2004 Mitglied der im Jahr darauf verbotenen Nationalbolschewistischen Partei Russlands geworden und hatte für sie an mehreren politischen Aktionen teilgenommen. Laut Berichten der Boulevardzeitung Moskowski Komsomolez und des im Staatsbesitz befindlichen Nachrichtenportals Gazeta.Ru soll er Teil einer Gruppe Skinheads gewesen sein, die im Juli 2006 in Wladiwostok einen Chinesen verprügelt und ihm sein Mobiltelefon geraubt hatten.
Alexander Kowtun, Andrei Suchorada und ihre Freunde hatten über eine längere Zeit hinweg negative Erfahrungen mit der russischen Polizei, deren Vorgehen sie als brutal und erniedrigend bezeichneten. Iljutikows Vater wurde unter ungeklärten Umständen von der Polizei getötet. Sie beschlossen, sich ebenfalls mit Gewalt gegen die Polizeigewalt zu wehren. Bei den folgenden Aktionen wurden ein Verkehrspolizist erschossen, eine Polizeistation überfallen und ein Polizeibeamter erstochen. In der Ortschaft selber sollen sie im September 2009 vier Feldarbeiter getötet haben. Die Polizei leitete eine großangelegte Fahndung ein. Schließlich stellte sie die Gruppe am 11. Juni 2010 in der Nähe der chinesischen Grenze in Ussurijsk. Zwei von ihnen erschossen sich während der Verhaftung (Suchorada, Sladkich)[b], zwei ergaben sich (Kowtun, Iljutikow), zwei wurden schon vor diesem Zugriff verhaftet (Kirillow, Sawtschenko).
Die Politikwissenschaftler Jan Holzer, Martin Laryš und Miroslav Mareš (* 1974) bewerten den Fall als einen Grenzfall im Hinblick auf einen möglichen rechtsextremen Hintergrund der Taten: Zwar hätten einige der „Partisanen“ Verbindungen zum militanten Nationalismus gehabt und seien mindestens zwei von ihnen zuvor bereits wegen rassistischer Übergriffe belangt worden, doch sei radikaler Nationalismus nicht der Hauptantrieb für ihre Angriffe auf Polizisten gewesen. Dessen ungeachtet hätten Nationalisten später ihre Taten „vereinnahmt“ und einen Kult um sie als „weiße Helden“ geschaffen, in dessen Rahmen der Staat und sein Repressionsapparat klassische Feindbilder lieferten.

## Prozesse
Dieser „Guerillakrieg gegen die russische Polizei und Staatsmacht“, so die offizielle Lesart, wurde Gegenstand von mehreren gerichtlichen Verhandlungen.

### Prozess 2012/2014
Nachdem es Probleme mit der Bildung des Geschworenengremiums gegeben hatte (es ließen sich kaum Personen für das Gremium finden), begann der Prozess mit den „Partisanen“ vor dem Gericht in Primorje erst 2012. Am 4. Februar 2014 gaben die Geschworenen bekannt, dass sie die Angeklagten der ihnen unterstellten Verbrechen für schuldig befanden (unter anderem Mord in mehreren Fällen, Raubüberfälle, Autodiebstähle u. a.); außerdem wurden alle Angeklagten als Mitglieder einer Bande befunden und schuldig gesprochen. Die Jury hielt Wadim Kowtuns Mitgliedschaft in der Bande für nicht bewiesen, befand ihn jedoch für schuldig, den Bandenmitgliedern in einigen Fällen geholfen zu haben. Am 28. April 2014 folgte das Gericht dieser Beurteilung und verurteilte Alexander Kowtun, Wladimir Iljutikow und Alexei Nikitin zu lebenslanger Haft in einem Straflager, Roman Sawtschenko zu 25 Jahren Gefängnis und Maxim Kirillow zu 23 Jahren, Wadim Kowtun zu 8 Jahren und 2 Monaten Gefängnis.
Am Anfang der Verhandlung wurde bekannt, dass aus den Prozessakten insgesamt drei Ordner „angeblich verschwunden“ waren. Sie enthielten Daten der Voruntersuchungen aus dem Zeitraum vom 21. Juni bis 12. Juli 2012 mit einer Liste von Polizeibeamten, die Bestechungsgelder entgegengenommen hatten.

### Berufung 2015
Am 21. Mai 2015 überprüfte das Oberste Gericht der Russischen Föderation eine Berufung der Angeklagten. Die Haftstrafen von Alexander Kowtun und Iljutikow wurden von lebenslänglich auf 25 bzw. 24 Jahre reduziert, die von Sawtschenko von 25 auf 24 Jahre sowie die von Kirillow von 23 auf 19 Jahre verkürzt. Die Urteile gegen Nikitin und Wadim Kowtun wurden aufgehoben. Die Ermordung von vier Personen in der Ortschaft Kirowski im September 2009 sollte jedoch später verhandelt werden.

### Prozess 2016
Das Gericht in Primorje befasste sich erneut mit der Ermordung von vier Personen 2009 und kam am 20. Juli 2016 zu dem Urteil, dass diese Taten nicht bewiesen werden konnten. Alexei Nikitin und Wadim Kowtun wurden freigelassen (die restlichen Mitglieder der Gruppe blieben jedoch in Haft, da sie wegen anderer Vergehen verurteilt wurden).

### Berufung 2016/2018
Die Staatsanwaltschaft des Primorje-Territoriums legte gegen den Freispruch Berufung ein. Am 26. Dezember 2016 hob das Oberste Gericht der Russischen Föderation das Urteil auf und schickte den Fall zur erneuten Prüfung an das regionale Gericht in Primorje. Die Entscheidung in diesem Berufungsverfahren erging am 10. April 2018 – alle Angeklagten wurden erneut für schuldig befunden und zu folgenden Strafen verurteilt: Alexander Kowtun zu 25 Jahren, Nikitin zu 23,5 Jahren, M. Kirillow zu 21,5 Jahre, W. Iljutikow zu 25 Jahren und Wadim Kowtun zu acht Jahren.

## Zuspruch in der Bevölkerung
Zwar warnten die Strafverfolgungsbehörden, wie beispielsweise der Leiter der Abteilung für innere Angelegenheiten in Primorje, Andrej Nikolaew, davor, das Bild von Partisanen zu romantisieren (was „äußerst gefährlich sein kann“), dennoch fand die Gruppe einige Sympathie in der Bevölkerung, vor allem in der Hauptstadt Moskau. So berichtete der Hörfunksender Echo Moskaus (Эхо Москвы), der in der Vergangenheit als einigermaßen kremlunabhängig eingeschätzt wurde, dass viele Menschen im russischen Fernen Osten die Ziele der Gruppe unterstützten – laut einer Umfrage des Senders sympathisierten 60 bis 75 Prozent der Zuhörer mit den „jungen Robin Hoods“ und waren bereit, ihnen Hilfe anzubieten.
Eine Untersuchung des Lewada-Zentrums – des größten staatsunabhängigen Meinungsforschungsinstituts – stellte im Juni 2010 fest, dass eine Mehrheit von 52 % der Russen die Taten der Gruppe verurteilte, 37 % die Täter für „Kriminelle und Banditen“ hielten und 34 % für Menschen, die von polizeilicher Willkür zu ihren Taten getrieben worden waren; nur 22 % äußerten offen Sympathien. In Moskau dagegen waren die Verhältnisse umgekehrt: Nur 9 % der Befragten verurteilten die Angreifer, 46 % äußerten Sympathien. Lew Gudkow, Direktor des Lewada-Zentrums, führte die großen Unterschiede zwischen der Hauptstadt und dem Rest des Landes darauf zurück, dass die Polizei in Moskau brutaler vorgehe als andernorts und zudem bevorzugt zwei Personengruppen schikaniere, die es vor allem in Moskau gebe: Zuwanderer und junge Leute mit Geld.
Für eine Mehrheit von 55 % der Russen zeigte sich in dem Fall die „extrem negative Einstellung der russischen Bevölkerung gegenüber der Polizei im Allgemeinen“. Danach befragt, vor wem man als normaler Bürger Russlands mehr Angst haben sollte, der Polizei oder derartigen „Volksrächern“ («народные мстители»), gaben 37 % solche „Volksrächer“ als größere Bedrohung an, 34 % die Polizei und 29 % fanden die Frage schwierig zu beantworten.
In der Duma setzte sich der Vorsitzende der rechtsextremen Liberal-Demokratischen Partei Russlands Wladimir Schirinowski während der Plenarsitzung am 7. Juli 2010 für die „Partisanen“ ein und verteidigte ihren Rachefeldzug als „richtig“, wofür er von zahlreichen anderen Abgeordneten ausgepfiffen wurde.
Im Juli 2016 wurde dem Künstler und Aktivisten Pjotr Pawlenski der ihm im Mai verliehene Václav-Havel-Preis für kreativen Dissens nach der Ankündigung, sein Preisgeld den „Partisanen“ spenden zu wollen, seitens der Human Rights Foundation wieder aberkannt. Die Human Rights Foundation begründete diesen noch nie dagewesenen Schritt mit der Unvereinbarkeit der Unterstützung gewalttätiger Methoden mit den Auswahlkriterien des Preises. Pawlenski reagierte hierauf mit der Veröffentlichung eines Textes, in welchem er der Human Rights Foundation vorwarf, Polizeiterror zu befördern, und seine Unterstützung der „Aufständischen“ bekräftigte.

## Rezeption in der Kunst
Die Geschichte der „Partisanen von Primorje“ veranlasste den tschechischen Künstler und Maler Josef Žáček (* 1951) sich mit ihrem Schicksal zu befassen. Žáček beschäftigte sich bereits 1993 mit der Problematik „Terrorismus“ aus der Sicht eines Künstlers in seinem Zyklus „Searching in Lost Space“ mit Porträts einiger Mitglieder der Roten Armee Fraktion (RAF). 2011 reflektierte er ähnlich die Geschichte der Partisanen von Primorje und schuf die Serie „No Comment“, die er im DOX – Zentrum für zeitgenössische Kunst in Prag zeigte. Wie auch in seinen Porträts der RAF-Mitglieder versuchte Žáček hier ebenso die radikalen Tendenzen gegen den Machtmissbrauch totalitärer Regimes aufzuzeigen, ohne sich mit den Teilnehmenden oder ihren Taten zu solidarisieren.

## Mitglieder
Der Gruppe Partisanen von Primorje werden insgesamt sechs Personen zugerechnet:
- Alexander Kowtun (Александр Ковтун), geboren am 30. August 1989
- Andrei Suchorada (Андрей Сухорада), geboren am 25. Juli 1987, hat sich am 11. Juni 2010 erschossen[b]; ehemaliges Mitglied der 2005 verbotenen Nationalbolschewistischen Partei Russlands
- Alexander Sladkich (Александр Сладких), geboren am 18. September 1989, hat sich am 11. Juni 2010 erschossen[b]
- Wladimir Iljutikow (Владимир Илютиков)
- Roman Sawtschenko (Роман Савченко), geboren am 22. April 1992
- Maxim Kirillow (Максим Кириллов)

Außerdem werden je nach Quelle auch folgende Jugendliche im Zusammenhang mit der Gruppe genannt:
- Alexei Nikitin (Алексей Никитин), am 31. Juli 2010 als mutmaßlicher Mitanstifter verhaftet[11]
- Wadim Kowtun (Вадим Ковтун), der Bruder von Alexander Kowtun, wurde ebenfalls verhaftet und wegen Beihilfe angeklagt, obwohl er kein Mitglied der Gruppe war[11]
- Roman Muromzew (Роман Муромцев), auch Roman Muromez, Veteran des Tschetschenien-Krieges[2] und Angehöriger der Flugsicherung und Luftstreitkräfteoffzier; seine Zugehörigkeit zu der Gruppe wurde jedoch umgehend dementiert[11][35]